# Premilcuore
Premilcuore là một đô thị ở tỉnh Forlì-Cesenatrong vùng Emilia-Romagna, có cự ly khoảng 70 km về phía đông nam của Bologna và khoảng 35 km về phía tây namcủa Forlì. Tại thời điểm ngày 31 tháng 12 năm 2004, đô thị này có dân số 889 người và diện tích là 98,8 km².
Premilcuore giáp các đô thị: Galeata, Portico e San Benedetto, Rocca San Casciano, San Godenzo, Santa Sofia.